# Joseph II Cellony
Joseph II Cellony est un peintre français né à Aix-en-Provence le 1er avril 1730, baptisé le même jour à l'église Sainte-Marie-Madeleine, et mort à Paris le 30 juillet 1786.

## Biographie
Joseph II Cellony est le fils de Joseph André Cellony et de Chrétienne Boyer. Son père meurt en 1746, laissant sa femme avec trois jeunes enfants. À sa sortie du collège, il affirme à sa mère qu'il veut être peintre. Il est alors présenté à Michel-François Dandré-Bardon (ou d'André Bardon) qui lui donne ses premières leçons de dessin. 
Quand Dandré-Bardon est nommé professeur, peintre du roi à l’Arsenal de Marseille, en 1749, Joseph Cellony le suit. Cette présence à Marseille lui a permis de rencontrer des personnes qui vont se regrouper pour fonder l'Académie de peinture et de sculpture. Une École académique de dessin de Marseille est fondée le 1er janvier 1753 à l'Arsenal,. Les statuts de l'Académie de peinture et de sculpture de Marseille ont été rédigés le 25 septembre 1752 et approuvés par le duc de Villars, gouverneur de Provence. La première réunion de l'Académie s'est tenue le 2 janvier 1753 à l'Arsenal.
Dandré-Bardon est élu le 29 juillet 1952 professeur pour l'histoire de l’Académie royale de peinture et de sculpture, à Paris en remplacement de Boucher. Dandré-Bardon, directeur perpétuel de l'école académique de Marseille, a présenté à l'Académie royale de peinture les nouveaux statuts de l'école de dessin de Marseille le 24 novembre 1753. 
Joseph Cellony a suivi son professeur à Paris et sa mère a pourvu à ses frais. L'Académie royale de peinture et de sculpture l'autorise à concourir au Grand prix de peinture le 6 avril 1754. Le Grand prix est suspendu pour l'année 1755 mais il a obtenu la 2e place au prix du quartier. Il participe au Grand prix organisé par l'Académie royale de peinture de sculpture en 1756 où il obtient le 2e prix.
Après la mort de sa mort, en 1761, il retourne à Aix pour discuter avec ses frères des affaires de sa famille. Il leur a laissé le tableau Jephté revenant victorieux de la guerre contre les Ammonites. Il est agréé comme peintre par l'Académie de Marseille. Il participe à l'exposition annuelle où il présente cinq peintures : Artémise au moment qu’elle prend les cendres de son époux, Admète prêt à partir pour l’armée qui dit adieu à Alceste et trois autres esquissés. L'année suivante, il présente deux tableaux appartenant au marquis d'Arcussia à l'exposition de l'Académie de Marseille : Abigaïl aux genoux de David, Moïse qui défend des insultes de quelques bergers les filles de Raguel, prêtre de Madian. Ces peintures ne sont pas localisés mais il en reste des dessins.  Il s'est occupé des tableaux des collections de Mademoiselle Borrely de Marseille et de Monsieur Boyer de Fonscolombe d'Aix.Il a peint deux grands tableaux d'église, Saint Bernard et le duc d'Aquitaine pour les religieuses Bernardines de Marseille et un autre pour les pères chartreux de Marseille. Ces tableaux ont disparu.
Il abandonne la carrière artistique. Il rédige son testament le 15 mai 1784 dans lequel il se qualifie de bourgeois de Paris. Il fait le legs à l'Académie de Marseille de six dessins et d'une peinture représentant La Mort d'Alceste.

## Œuvres
Il ne reste de son œuvre connue que des dessins. Le musée du Louvre a acquis en 2012, par le don d'Emmanuel et Laurie Marty, La Pentecôte. Les mêmes donateurs ont offert à l'École des beaux-arts, en 2014, Tobie faisant ensevelir les morts dessiné en 1750. Le dessin Abigaïl aux genoux de David se trouve au musée Granet d'Aix-en-Provence. Artémise au moment qu’elle prend les cendres de son époux appartient au Harvard Art Museums/Fogg Museum de Boston, Alceste et Admète au musée des beaux-arts de Marseille. Le dessin La Mort de Germanicus est passé en vente publique à New York, en 1999. Le dessin Le départ du jeune Tobie fait partie de la collection de l'Albertina de Vienne.
Un tableau, ''La Peste d'Azoth, a été attribuée à Joseph II Cellony en 2019 par l'Étude Tajan. Patrick Lefèvre a proposé d'attribuer à Joseph II Cellony le tableau Samson surpris par les Philistins déposé au Musée des Beaux-Arts de Nancy après une saisie révolutionnaire dans les connexions de l'Académie royale de peinture et de sculpture.

## Famille
- Jacques Cellony, maître tailleur à Aix, marié par contrat du 26 décembre 1599 Jeanne Rabillaud (Aix 1576- ), fille d'Esprit Rabillaud, bourgeois, et de Marguerite Girard[13],
  - Antoine Cellony marié à Marguerite Valisset le 28 mai 1629, fille de Francois Valisset, maître peintre à Aix, actif entre 1595 et 1643,
    - Pierre Cellony marié à Delphine Tassy (ou Taxi) le 22 avril 1657,
      - Joseph Cellony marié à Chrétienne Boyer le 28 décembre 1692,
        - Joseph André Cellony, peintre, marié à Victoire Escalier le 8 février 1729,
          - Joseph II Cellony (1730-Paris 1786), sans descendance, franc-maçon,
          - Jean-Louis Cellony (Aix 1732-Aix 1819), procureur au parlement d'Aix, marié en 1799 avec Marguerite Ursule Figuière (morte en 1813), veuve de Pierre Florent Grange,
          - Gaspard Cellony (Aix 1743-Aix 1794), procureur au parlement d'Aix, héritier universel de Joseph II Cellony, franc-maçon à la loge de L'Étroite Observance des Amis Réunis.

    - Diane Cellony mariée à Timothée Laroche,
      - Antoine Laroche (vers1683-1740), marié à Claire Michel, orfèvre.

## Hommage
Une rue d'Aix-en-Provence porte le nom de « rue Cellony » en hommage à la famille de ces peintres par délibération du conseil municipal, le 9 mai 1894.